# Филомена Машкареньяш Типоте
Филомена Мендес Машкареньяш Типоте (порт. Filomena Mascarenhas Tipote; 1 марта 1969 года) — государственный, политический и дипломатический деятель Гвинеи-Бисау, министр иностранных дел и международного сотрудничества (9 декабря 2001— 17 мая 2002) и министр обороны Гвинеи-Бисау (28 сентября 2003—10 мая 2004). Была первой женщиной, занявшей пост министра обороны Гвинеи-Бисау.
Работала государственным секретарём с 2000 по 19 марта 2001 года в правительстве премьер-министра Каэтану Нчама, затем назначена его преемником Фауштину Фудут Имбали министром занятости и борьбы с бедностью. При Аламаре Ньясе с 9 декабря 2001 по 17 ноября 2002 года занимала пост министра иностранных дел и международного сотрудничества Гвинеи-Бисау, представляя Гвинею-Бисау на Генеральной Ассамблее Организации Объединенных Наций. С конца 2002 по январь 2003 года была министром общественных работ, труда и занятости, пока не была уволена президентом Кумба Ялой. После очередной смены правительства стала, несмотря на отсутствие военного опыта, министром обороны (с 2003 до 2004 года).
С 2007 года является активным участником программы Voz di Paz, целью которой является предоставление гвинейцам Бисау права голоса в процессе миростроительства.
С 2019 года работает послом Гвинеи-Бисау при Святом Престоле.